# گمینا دوبره میاستو
گمینا دوبره میاستو (به لهستانی:  Gmina Dobre Miasto) یک گمینا در لهستان است که در شهرستان اولشتین واقع شده‌است. گمینا دوبره میاستو ۲۵۸٫۷ کیلومتر مربع مساحت و ۱۵٬۹۲۰ نفر جمعیت دارد.